# HP-10B
HP-10B (s kodnim imenom »Ernst«) je študentski finančni žepni kalkulator podjetja Hewlett-Packard. Starejši model tega kalkulatorja je bil dober tekmec še bolj izpopolnjenemu modelu HP-12C z obrnjenim poljskim zapisom (RPN). Izdelali so ga leta 1989, prodajna cena pa je bila 49,95 $. Prodajali so ga do leta 2000.
HP-10BII je zadnji model te izpeljanke in ima večinoma kozmetične popravke. Ima enako celotno funkcionalnost ter zmanjšano število oštevilčenih pomnilniških registrov od 15 na 10. Zgodnji modeli so bili slabo izdelani, novejši pa so boljše kakovosti. Ta model so izdelali leta 2000 in je še v prodaji.

## Tipke
| N     | I/YR  | PV  | PMT | FV  | Σ+  |
| %     | RCL   | CFj | CST | PRC | MAR |
| INPUT | INPUT | →M  | RM  | M+  | ←   |
| +/-   | 7     | 8   | 8   | 9   | +   |
| K     | 4     | 5   | 5   | 6   | ×   |
| f     | 1     | 2   | 2   | 3   | -   |
| C     | 0     | .   | .   | =   | ÷   |